# Ниншвајлер
Ниншвајлер (њем. Nünschweiler) општина је у њемачкој савезној држави Рајна-Палатинат. Једно је од 84 општинска средишта округа Југозападни Палатинат. Према процјени из 2010. у општини је живјело 805 становника. Посједује регионалну шифру (AGS) 7340035.

## Географски и демографски подаци
Ниншвајлер се налази у савезној држави Рајна-Палатинат у округу Југозападни Палатинат. Општина се налази на надморској висини од 320 метара. Површина општине износи 10,0 km². У самом мјесту је, према процјени из 2010. године, живјело 805 становника. Просјечна густина становништва износи 81 становника/km².